# أكيرا واتانابي (كشافة)
كان أكيرا واتانابي ((25 ديسمبر عام 1901 – 23 يوليو عام 2005) (باليابانية: 渡辺昭) الرئيس السابع لاتحاد الكشافة الياباني على المستوى الوطني خلال الفترة المُمتدّة من عام 1974 حتى عام 2003، وشغل منصب عضو في اللجنة الكشفية العالمية التابعة للمنظمة العالمية للحركة الكشفية.